# 马克斯·韦伯广场站
马克斯·韦伯广场站（德語：U-Bahnhof Max-Weber-Platz）是一座慕尼黑地铁4、5号线位于坳-海德豪森的一座车站，毗邻巴伐利亚州议会大楼。本站于1988年10月22日开通。